# Liste der Premierminister von Trinidad und Tobago
Die Liste der Premierminister von Trinidad und Tobago benennt die Regierungschefs von Trinidad und Tobago.
| Nr. | Porträt | Name                              | Partei                               | Amtsperiode                           | Amtszeit          |
| --- | ------- | --------------------------------- | ------------------------------------ | ------------------------------------- | ----------------- |
| 1   |         | Eric Eustace Williams (1911–1981) | People’s National Movement           | 31. August 1962 – 29. März 1981       | 18 Jahre 211 Tage |
| 2   |         | George Chambers (1928–1997)       | People’s National Movement           | 30. März 1981 – 18. Dezember 1986     | 5 Jahre 263 Tage  |
| 3   |         | A. N. R. Robinson (1926–2014)     | National Alliance for Reconstruction | 19. Dezember 1986 – 17. Dezember 1991 | 4 Jahre 363 Tage  |
| 4   |         | Patrick Manning (1946–2016)       | People’s National Movement           | 17. Dezember 1991 – 9. November 1995  | 3 Jahre 327 Tage  |
| 5   |         | Basdeo Panday (1933–2024)         | United National Congress             | 9. November 1995 – 24. Dezember 2001  | 6 Jahre 45 Tage   |
| (4) |         | Patrick Manning (1946–2016)       | People’s National Movement           | 24. Dezember 2001 – 26. Mai 2010      | 8 Jahre 153 Tage  |
| 6   |         | Kamla Persad-Bissessar (* 1952)   | United National Congress             | 26. Mai 2010 – 9. September 2015      | 5 Jahre 106 Tage  |
| 7   |         | Keith Rowley (* 1949)             | People’s National Movement           | 9. September 2015 – 17. März 2025     | 9 Jahre 189 Tage  |
| 8   |         | Stuart Young (* 1975)             | People’s National Movement           | 17. März 2025 – 1. Mai 2025           | 45 Tage           |
| (6) |         | Kamla Persad-Bissessar (* 1952)   | United National Congress             | seit 1. Mai 2025                      |                   |

Der erste Premierminister des Landes, Eric Williams, war bereits seit dem 28. Oktober 1956 im Amt, allerdings unter unterschiedlichen Staatsformen und Amtsbezeichnungen. In dieser tabellarischen Darstellung ist als erste Amtszeit diejenige ab der Unabhängigkeit des Landes 1962 berücksichtigt. Während seiner ersten Amtszeit ab 1962 war Williams Premierminister des Commonwealth Realm Trinidad und Tobago, während der zweiten Amtszeit ab 1976 als Präsident der Republik Trinidad und Tobago.